# Peeling chemiczny
Peeling chemiczny jest jedną z odmian peelingu, której zadaniem jest usunięcie martwego naskórka, poprzez nałożenie na skórę mieszanki chemicznej składającej się z odpowiednich substancji. Zabieg wykonuje się przede wszystkim na twarz, jednak coraz częściej z powodzeniem ten rodzaj peelingu wykorzystywany jest również na szyję bądź dłonie. Zabieg ten stosuje się w celu poprawy kondycji skóry, dodatkowo można z jego pomocą redukować zmarszczki, blizny oraz przebarwienia skóry.
Do peelingu chemicznego kwalifikują się osoby, które posiadają skórę zniszczoną słońcem, widoczne zmarszczki, przebarwienia lub blizny na skórze. Peelingi chemiczne nie wymagają anestezji, dają długotrwałe rezultaty i nie wymagają okresu rekonwalescencji, co często jest konieczne przy zabiegach w większym stopniu ingerujących w ludzki organizm. Wadami zabiegu jest możliwość wybielenia skóry, wystąpienia uczulenia oraz zwiększona wrażliwość na słońce. 

## Rodzaje peelingów chemicznych
Peeling chemiczny można podzielić na:
- Peeling powierzchniowy – peeling polegający na usunięciu naskórka, stosowany do eliminowania drobnych zmarszczek, zwalczania trądziku oraz drobnych przebarwień.[3][4]
- Peeling średniogłęboki – peeling ten obejmuje swoim działaniem naskórek oraz skórę właściwą. Z jego pomocą redukujemy większe zmarszczki, blizny potrądzikowe, a także przebarwienia.[3][4]
- Peeling głęboki – podobnie jak peeling średnio głęboki obejmuje swoim działaniem naskórek oraz część skóry właściwej, z tą różnicą, że użyte są o wiele silniejsze środki chemiczne. Stosowany jest do eliminacji głębokich zmarszczek i blizn na zlecenia lekarza.[3][4]

## Bezpieczeństwo zabiegu
Peelingi chemiczne zaliczają się do jednych z najmniej inwazyjnych zabiegów z zakresu medycyny estetycznej, co nie oznacza, że są w pełni bezpieczne. Zawsze istnieje prawdopodobieństwo wystąpienia takich powikłań jak: zaczerwienienie, zmiany w kolorze skóry lub infekcje. W celu zwiększenia bezpieczeństwa zabiegu nie należy go przeprowadzać w przypadku stanów zapalnych skóry, podrażnień bądź infekcji w miejscu zabiegu. Podobnie jest w przypadku istniejących chorób autoimmunologicznych, ciąży lub karmienia piersią. Zabieg jest niewskazany w przypadku uczulenia na którykolwiek składnik chemiczny substancji wykorzystywanej podczas peelingu.

## Przebieg zabiegu
Podobnie jak w większości zabiegów z zakresu z medycyny estetycznej na ok. 6 tygodni przed planowanym zabiegiem zaleca się odstawienie palenia tytoniu oraz leków na bazie kwasu acetylosalicylowego wpływającego na rozrzedzenie krwi. W zależności od rodzaju peelingu może zostać zlecone używanie różnego rodzaju kremów i żeli na kilka dni przed zabiegiem, w celu wzmocnienia efektów działania substancji chemicznej wykorzystywanej podczas peelingu. Na skórze przed zabiegiem nie powinny występować opryszczki lub innego rodzaju zakażenia skóry.
Podczas peelingu skóra zostaje oczyszczona, a następnie zostaje na nią nałożony specjalnie przygotowany roztwór chemiczny. Na skórze może być odczuwalne delikatnie pieczenie lub kłucie. Po kilku minutach substancja jest zmywana. W przypadku peelingów średniej głębokości obszar objęty peelingiem może przybierać bielszy odcień, po zmyciu substancji skóra może pozostać czerwona nawet do 6 tygodni. Przy peelingach głębokich, w celu złagodzenia dolegliwości bólowych, stosowane jest miejscowe znieczulenie. Po oczyszczeniu skóry nakładany jest fenol, który w dalszym etapie zobojętniany jest przy pomocy wody. Na koniec na skórę nakłada się specjalną maść, której zadaniem jest wygładzenie skóry i złagodzenie dolegliwości bólowych.
Po peelingu powierzchniowym lub średnio głębokim, dolegliwości bólowe mogą być łagodzone przy pomocy zimnych kompresów. W przypadku peelingów głębokich, może wystąpić konieczność zastosowania środków przeciwbólowych. Bezpośrednio po peelingach nie należy wystawiać skóry na nadmierne promieniowanie słoneczne. Dla podtrzymania trwałego efektu zabiegu zaleca się jego powtórzenie. Cena zabiegu waha się od 100 zł do nawet kilku tysięcy, wszystko uzależnione jest od metody i obszaru, jaki podlega zabiegowi.